# San José (Coronel Suárez)
San José o Colonia Dos (en alemán: Sankt Joseph) es una localidad en la Provincia de Buenos Aires, Argentina. 
Está situada en el partido de Coronel Suárez, a solo 5 km al sur de la ciudad de Coronel Suárez (cabecera del partido), y a 550 km al suroeste de la Ciudad Autónoma de Buenos Aires.

## Población
Cuenta con 2234 habitantes (Indec, 2010), lo que representa un incremento del 4,6% frente a los 2135 habitantes (Indec, 2001) del censo anterior.
| Gráfica de evolución demográfica de San José entre 1970 y 2010 |
|                                                                |
| Fuentes: INDEC                                                 |

## Historia
Fue fundada el 5 de abril de 1887 por 15 familias de alemanes del Volga, cuyos hombres fueron los firmantes:
- Frank Duckwen
- Martín Sieben
- Jacob Schwab
- Karl Hoffmann
- Stephan Heit
- Jacob Schell
- Erwin Holzer
- Johann Förster
- Johann Butbilopky
- Johann Opholz
- Nicolás Seib
- Michael Schuck
- Matthias Schönfeld
- Johann Peter Philip
- Adam Dannderfer
- Gottlieb Diel
- Heinrich Heim

En sus comienzos, los colonos la llamaban Dehler en referencia a una de las aldeas alemanas de la colonización germana del Volga, de la cual provenían varios de sus primeros moradores. La otra aldea importante de procedencia era Volmar.
Hacia 1907, también se radicaron familias de alemanes del Volga que llegaban de Colonia Hinojo, entre otras.

## Iglesia Parroquial San José Obrero

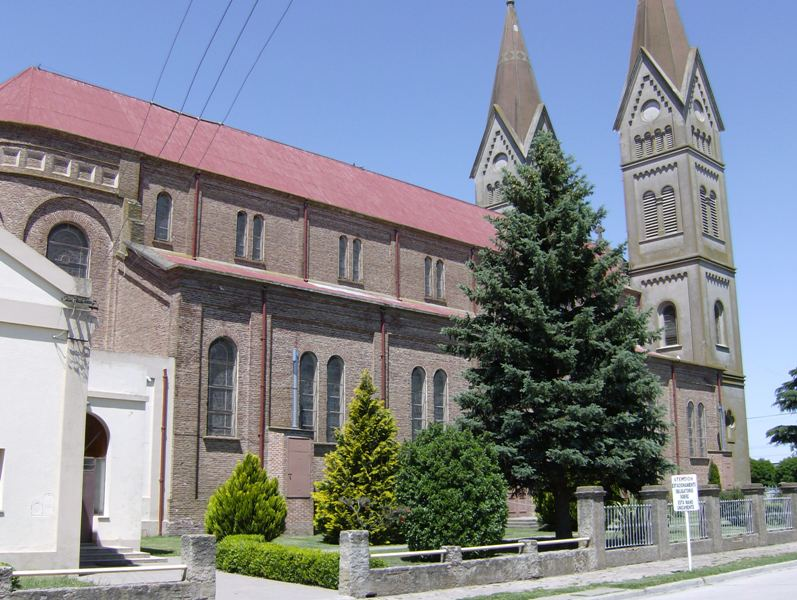
Parte trasera de la Iglesia San José Obrero de San José.

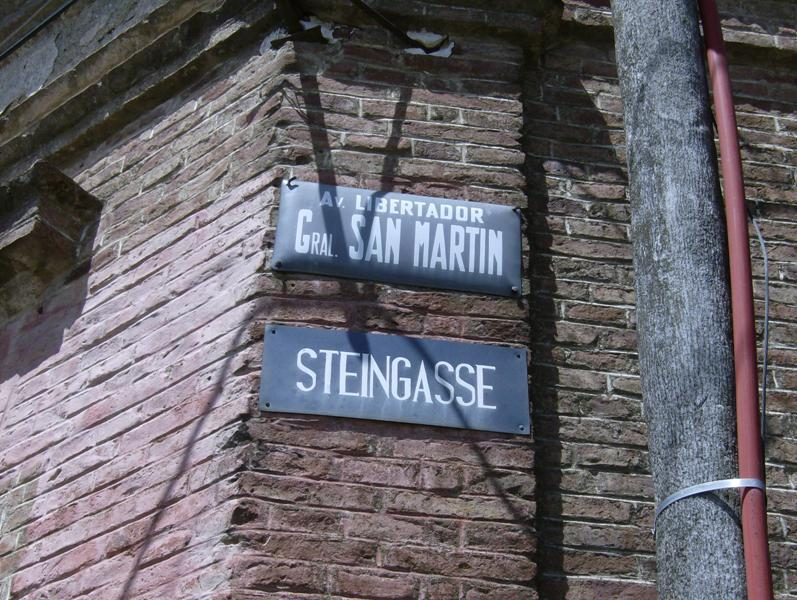
Señalización bilingüe en San José.

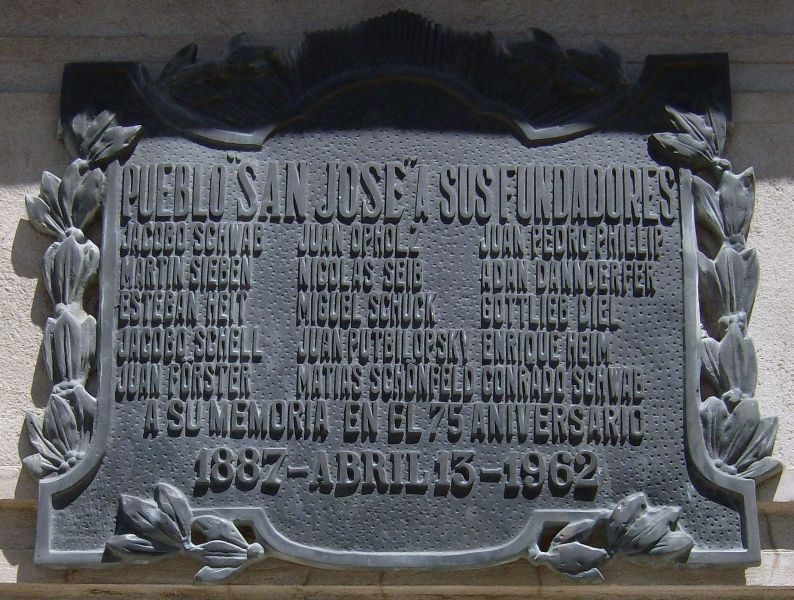
Placa en homenaje a los fundadores de San José en uno de sus aniversarios.

La obra artística de la Iglesia San José Obrero de San José fue idea del padre Juan Beckert y fue construida bajo la dirección del padre Juan Scharle. La piedra fundamental fue colocada en 1927 y toda su construcción se llevó a cabo gracias a los fondos aportados por los propios colonos alemanes del Volga asentados allí. Tiene un interior de gran belleza, mide 53 m de largo, por 20 m de ancho, sus 2 torres alcanzan los 50 m, y se encuentra entre las 5 mejores iglesias de la Provincia de Buenos Aires.

## Fiestas típicas

### Kerb
La palabra alemana Kerb deriva del alemán Kirchweih. Kirche significa iglesia, y Weih, bendición. Se conoce como fiesta de la Kerb a los festejos del día del Santo Patrono que tienen lugar en el mes de mayo, en el caso de San José. Se realizan desfiles, cena, espectáculos, exposición de artesanías y productos tradicionales y competencias deportivas. Los festejos de Kerb fueron declarados de interés Municipal y Provincial.

### Schlachtfest
Se conoce como Schlachtfest a la fiesta de la carneada que se realiza en el mes de julio siendo el mes en el cual se finaliza la época de esta actividad típica heredada de los antepasados y finaliza con una gran cena típica alemana con música y baile alemán. En la cena se sirven los productos de dicha faena como son la morcilla negra, la morcilla blanca, el queso de chancho y el jamón, acompañados por papas al horno.

### Oktoberfest
La fiesta de la cerveza se celebra en el mes de noviembre, de manera que no se superponga con el resto de las fiestas de la cerveza que se llevan a cabo en el país.

## Personalidades reconocidas
- Sergio Denis (1949-2020), cantautor.

## Parroquias de la Iglesia católica en San José
| Arquidiócesis | Bahía Blanca    |
| ------------- | --------------- |
| Parroquia     | San José Obrero |